# Erich Walz
Erich Walz (* 26. Februar 1927 in Kirchheim unter Teck; † 17. September 2011 in Ammerbuch) war ein deutscher Sonderpädagoge, Grafiker und Holzschneider.

## Leben und Werk
Walz wuchs auf der Schwäbischen Alb auf. Von 1943 bis 1945 leistete er Kriegsdienst, studierte 1946/1947 Pädagogik und war bis 1959 im allgemeinen Schuldienst tätig. Nach einem Studium der Sonderpädagogik 1951/1952 arbeitete er als Sonderschullehrer. Von 1963 bis 1973 war er Rektor der Lehenschule Stuttgart, einer Lernbehinderten- und Ausbildungsschule für die Schulpraxis von Sonderschullehrern in Baden-Württemberg und dem Saarland.
Erich Walz bildete sich autodidaktisch zum Holzschneider fort. Von 1957 bis 1960 war er Gast an der Freien Kunstschule Stuttgart. Der Schwerpunkt seines künstlerischen Schaffens war Holzschnitt und Holzdruck. Im Jahr 1968 entstand seine 42-teilige Bildfolge Totentanz '68. In Auseinandersetzung mit Friedrich Hölderlin schuf er in den 1980er Jahren mehrere Holzschnittfolgen und Einzelbilder zum Werk des Dichters. Walz war jährlich bei den „Künstlern der Stuttgarter Neckarorte“ vertreten und wurde 1995 Mitglied der der Deutschen Sektion der „Internationalen Vereinigung für den künstlerischen Hochdruck XYLON“. Im gleichen Jahr gab er im Selbstverlag eine Werksübersicht mit 146 Farb- und 153 Schwarzweiß-Abbildungen unter dem Titel Auge & Messer heraus. Seine Sujets waren häufig biblische Themen.
Walz war zweimal verheiratet und lebte und arbeitete in Hausen am Tann. Dort stellte ihm die Gemeinde seit 1997 Räume für eine eigene Galerie zur Verfügung, im Gegenzug erhielt die Gemeinde zahlreiche Kunstwerke. Seine letzten Lebensjahre verbrachte er in einem Pflegeheim im Kreis Tübingen.
Seine Werke waren in Einzelausstellungen und Ausstellungsbeteiligungen vertreten, so nahm er 2002 und 2003 an der Wanderausstellung Schnittstellen – Holzschnitte aus Deutschland und Frankreich der Vereinigung XYLON im Spendhaus in Reutlingen teil, die auch im Musée Pierre-Noël in Saint-Dié-des-Vosges sowie in Japan und Israel gezeigt wurde.
Nach seinem Tod führte sein Sohn die Galerie Erich Walz in Hausen am Tann fort und ermöglichte aus dem Nachlass einen erweiterten Zugang zum Werk des Künstlers. 2016 musste die Galerie schließen.

## Veröffentlichungen
- „Kolomb“ (nach Hölderlin), Holzschnitt-Folge und Textbeilage, Selbstverlag, Hausen am Tann 1985
- I.N.H. Bildfolge mit Holzschnitten und Textbeilage in Mappe, Selbstverlag, Hausen am Tann 1985
- Der Tod im Leben – das Leben im Tod. "Totentanz '68". Holzschnitte und Texte. Illustriert; Text: Kurt Rommel, Christliche Verlagsanstalt, Konstanz 1991, ISBN 3-7673-7108-1.
- Auge & Messer. Gestalt, Zeichen, Findung. Holzschnitte & Holzdrucke. Verlag Tübinger Chronik, Tübingen 1995, ISBN 3-9803568-2-5.